# Josef Schmiderer
Josef Schmiderer (20. července 1845 Maribor – 16. března 1927 Štýrský Hradec) byl rakouský politik německé národnosti ze Štýrska, v 2. polovině 19. století poslanec Říšské rady.

## Biografie
Působil jako politik. Byl členem obecní rady i okresního zastupitelstva v Mariboru. Byl rovněž zvolen na Štýrský zemský sněm, kde po osmnáct let zasedal i v zemském výboru.
Působil taky jako poslanec Říšské rady (celostátního parlamentu Předlitavska), kam nastoupil v doplňovacích volbách roku 1880 za kurii městskou ve Štýrsku, obvod Maribor, Slovenska Bistrica atd. Ve volebním období 1879–1885 se uvádí jako Dr. Josef Schmiderer, statkář, bytem Maribor.
Na Říšské radě vstoupil koncem listopadu 1880 do mladoněmeckého Klubu sjednocené Pokrokové strany (Club der vereinigten Fortschrittspartei).
Zemřel v březnu 1927.
Jeho bratr Johann Schmiderer byl v letech 1902–1919 starostou Mariboru. Další člen tohoto rodu, Josef Schmiderer starší, zasedal v roce 1848 v Ústavodárném Říšském sněmu za Maribor.